# 無邪気な関係
『無邪気な関係』（むじゃきなかんけい）は、1984年1月6日から3月30日までTBS系列の「金曜ドラマ」枠で放送されたテレビドラマ。

## 概要
受験シーズンを迎えて重たいムードが漂う、予備校に通う大学浪人生の家庭と、それを取り巻く現代の若者たちの生き方を描いた社会派+青春群像劇。当時の社会問題となっていた愛人バンク（夕暮れ族）を題材にしたことも、話題となった。

## キャスト
- 結城恒夫：鶴見辰吾
  - 東京郊外の新興住宅地に住む、浪人1年目の予備校生。受験準備もあってイライラしている。
- 我孫子サトミ：石原真理子　
  - 短大を中退して愛人バンクで働いていた。子持ち。
- 結城正志：佐藤慶
  - 恒夫の父親。一流企業の中間管理職で札幌に単身赴任している。
- 結城敦子：久我美子
  - 恒夫の母。女性相談所の所長。
- 結城きえ：荒木道子
- 結城ともみ：成清加奈子
  - 恒夫の妹。父親が住む札幌に行きたがっている。
- 吉井友也：古尾谷雅人
  - 受験生グッズを扱うベンチャーの「ブラックペッパー」を経営している。
- 加納祐子：原田美枝子
  - 友也と一緒に「ブラックペッパー」の経営に関わっている。
- 大作：内藤剛志
- 洋介：三上博史
  - ゆりの恋人。
- 藤田昌江：室井滋
  - クラブホステス。ホテルの一室で殺害される。
- 遠山ゆり：戸川純
- 麦田ひろし：利重剛
  - 恒夫の目の前で飛び降り自殺をする。
- 高田敏江
- 八木昌子
- 寺田農
- 小林朝夫
- 立見めぐむ

## 主題歌
- 「星空のディスタンス」ALFEE（F-LABEL）

## スタッフ
- 脚本:小山内美江子
- 演出:井下靖央、生野慈朗、竹之下寛次
- プロデューサー:竹之下寛次
- 音楽:中村暢之
- 製作:TBS

## サブタイトル
| 話数 | 放送日       | サブタイトル         | 演出       |
| ---- | ------------ | -------------------- | ---------- |
| 1    | 1984年1月6日 | ママは短大生         | 井下靖央   |
| 2    | 1月13日      | 父の愛人             | 生野慈朗   |
| 3    | 1月20日      | 年上の女             | 井下靖央   |
| 4    | 1月27日      | はじめてのデート     | 生野慈朗   |
| 5    | 2月3日       | 飛びおりた受験生     | 井下靖央   |
| 6    | 2月10日      | 赤ん坊がさらわれた！ | 生野慈朗   |
| 7    | 2月17日      | バレた愛人契約       | 井下靖央   |
| 8    | 2月24日      | 愛人バンク摘発       | 生野慈朗   |
| 9    | 3月2日       | 妻の追及             | 井下靖央   |
| 10   | 3月9日       | ひとりぼっちの父     | 生野慈朗   |
| 11   | 3月16日      | 息子の暴走           | 井下靖央   |
| 12   | 3月23日      | 男と女               | 竹之下寛次 |
| 13   | 3月30日      | それぞれの出発       | 井下靖央   |